# Somen Tchoyi
 Somen A. Tchoyi, né le 29 janvier 1983 à Douala au Cameroun, est un footballeur international camerounais qui joue au poste de milieu offensif à l'UFC Hallein en quatrième division autrichienne.

## Carrière
Après deux bonnes saisons en Autriche il est transféré à West Bromwich Albion en 2010 et inscrira son premier but en Premier League contre Manchester United le 16 octobre 2010.

## Palmarès
| Stabæk Fotball - Championnat de Norvège (1) : - Champion : 2008. |  | Red Bull Salzbourg - Championnat d'Autriche (2) : - Champion : 2008-09 et 2009-10. |

### Distinctions personnelles
- Meilleur joueur du championnat d'Autriche en 2009-10.
- Meilleur joueur du championnat de Norvège en 2008